# (24587) Капаней
(24587) Капаней (др.-греч. Καπανεύς) — типичный троянский астероид Юпитера, движущийся в точке Лагранжа L4, в 60° впереди планеты. Астероид был открыт 30 сентября 1973 года голландскими астрономами К. Й. ван Хаутеном, И. ван Хаутен-Груневельд и Томом Герельсом в Паломарской обсерватории и назван в честь Капанея, одного из персонажей древнегреческой мифологии.

Орбита астероида Капаней и его положение в Солнечной системе